# UCI Europe Tour 2022
UCI Europe Tour 2022 – 18. edycja cyklu wyścigów UCI Europe Tour, która odbywa się od stycznia do października 2022.
Seria UCI Europe Tour, podobnie jak pozostałe cykle kontynentalne (UCI Africa Tour, UCI America Tour, UCI Asia Tour, UCI Oceania Tour), powstała w 2005 jako zaplecze dla utworzonego w tym samym czasie UCI ProTour (później przekształconego w UCI World Tour). W 2020 odbyła się pierwsza edycja cyklu UCI ProSeries utworzonego jako drugi poziom wyścigów z kalendarza UCI, w związku z czym UCI Europe Tour, podobnie jak pozostałe cykle kontynentalne, od sezonu 2020 stał się trzecim poziomem zmagań w kalendarzu UCI.
W kalendarzu cyklu zaplanowano kilkadziesiąt wyścigów.

## Kalendarz
Opracowano na podstawie:
Uwaga: ze względu na zachodzące w trakcie sezonu znaczące zmiany w kalendarzu poniższe zestawienie obecnie nie obejmuje wszystkich zaplanowanych wyścigów, a jedynie te już rozegrane, a także imprezy zaplanowane na kolejnych kilka tygodni od daty ostatniej aktualizacji artykułu. Ze względów technicznych tabela została podzielona na miesięczne podsekcje, w których wyścigi rozdzielono według dat ich rozpoczęcia
Stan na 24 lipca 2022

### Styczeń
Opracowano na podstawie:
| Daty                | Państwo   | Wyścig                              | Kategoria | Zwycięzca          | Drugie miejsce        | Trzecie miejsce     |
| ------------------- | --------- | ----------------------------------- | --------- | ------------------ | --------------------- | ------------------- |
| 23 stycznia(dts) br | Hiszpania | Gran Premio Valencia                | 1.2       | Giovanni Lonardi   | Amaury Capiot         | Christopher Lawless |
| 26 stycznia(dts) br | Hiszpania | Trofeo Calvià                       | 1.1       | Brandon McNulty    | Joël Suter            | Vincenzo Albanese   |
| 27 stycznia(dts) br | Hiszpania | Trofeo Alcudia-Port d’Alcudia       | 1.1       | Biniam Ghirmay     | Ryan Gibbons          | Giacomo Nizzolo     |
| 28 stycznia(dts) br | Hiszpania | Trofeo Serra de Tramuntana          | 1.1       | Tim Wellens        | Alejandro Valverde    | Simon Clarke        |
| 29 stycznia(dts) br | Hiszpania | Trofeo Pollença                     | 1.1       | Alejandro Valverde | Brandon McNulty       | Aleksandr Własow    |
| 30 stycznia(dts) br | Hiszpania | Trofeo Playa de Palma               | 1.1       | Arnaud De Lie      | Juan Sebastián Molano | Sasha Weemaes       |
| 30 stycznia(dts) br | Francja   | Grand Prix Cycliste La Marseillaise | 1.1       | Amaury Capiot      | Mads Pedersen         | Francisco Galván    |
| 30 stycznia(dts) br | Turcja    | Grand Prix Megasaray                | 1.2       | Tord Gudmestad     | Enrico Zanoncello     | Nicolas Dalla Valle |

### Luty
Opracowano na podstawie:
| Daty                                | Państwo   | Wyścig                             | Kategoria | Zwycięzca              | Drugie miejsce    | Trzecie miejsce            |
| ----------------------------------- | --------- | ---------------------------------- | --------- | ---------------------- | ----------------- | -------------------------- |
| 2 lutego(dts) br–6 lutego(dts) br   | Francja   | Étoile de Bessèges                 | 2.1       | Benjamin Thomas        | Alberto Bettiol   | Tobias Halland Johannessen |
| 5 lutego(dts) br                    | Turcja    | Grand Prix Alanya                  | 1.2       | Alessio Martinelli     | Sindre Kulset     | Anatolij Budiak            |
| 10 lutego(dts) br–13 lutego(dts) br | Turcja    | Tour of Antalya                    | 2.1       | Jacob Hindsgaul Madsen | Alessandro Fedeli | Luc Wirtgen                |
| 12 lutego(dts) br                   | Hiszpania | Vuelta a Murcia                    | 1.1       | Alessandro Covi        | Matteo Trentin    | Matis Louvel               |
| 14 lutego(dts) br                   | Hiszpania | Jaén Paraiso Interior              | 1.1       | Aleksiej Łucenko       | Tim Wellens       | Loïc Vliegen               |
| 18 lutego(dts) br–20 lutego(dts) br | Francja   | Tour des Alpes-Maritimes et du Var | 2.1       | Nairo Quintana         | Tim Wellens       | Guillaume Martin           |
| 19 lutego(dts) br                   | Turcja    | Grand Prix Velo Alanya             | 1.2       | Igor Czżan             | Meindert Weulink  | Moritz Kretschy            |
| 20 lutego(dts) br                   | Turcja    | Grand Prix Justiniano Race         | 1.2       | Jauhienij Karalok      | Mohd Harrif Saleh | Joren Bloem                |
| 24 lutego(dts) br–27 lutego(dts) br | Hiszpania | Gran Camiño                        | 2.1       | Alejandro Valverde     | Michael Woods     | Mark Padun                 |

### Marzec
Opracowano na podstawie:
| Daty                              | Państwo    | Wyścig                                      | Kategoria | Zwycięzca           | Drugie miejsce        | Trzecie miejsce       |
| --------------------------------- | ---------- | ------------------------------------------- | --------- | ------------------- | --------------------- | --------------------- |
| 1 marca(dts) br                   | Belgia     | Le Samyn                                    | 1.1       | Matteo Trentin      | Hugo Hofstetter       | Dries De Bondt        |
| 2 marca(dts) br                   | Chorwacja  | Trofej Umag                                 | 1.2       | Daniel Auer         | Tomáš Bárta           | Dušan Rajović         |
| 5 marca(dts) br                   | Turcja     | Grand Prix Gazipaşa                         | 1.2       | Onur Balkan         | Irwandie Lakasek      | Jewgienij Gidicz      |
| 6 marca(dts) br                   | Belgia     | Grote Prijs Jean-Pierre Monseré             | 1.1       | Arnaud De Lie       | Dries De Bondt        | Hugo Hofstetter       |
| 6 marca(dts) br                   | Francja    | Grand Prix de la Ville de Lillers           | 1.2       | Milan Menten        | Gianluca Pollefliet   | Jason Tesson          |
| 6 marca(dts) br                   | Turcja     | Grand Prix Mediterrennean                   | 1.2       | Anatolij Budiak     | Daniił Maruchin       | Mustafa Sayar         |
| 6 marca(dts) br                   | Chorwacja  | Trofej Poreč                                | 1.2       | Dušan Rajović       | Matevž Govekar        | Viktor Potočki        |
| 6 marca(dts) br                   | Holandia   | Elfsteden Race                              | 1.2       | Elmar Reinders      | Mick van Dijke        | Timo de Jong          |
| 10 marca(dts) br–13 marca(dts) br | Chorwacja  | Istarsko Proljeće                           | 2.2       | Matthew Riccitello  | Alex Baudin           | Sean Flynn            |
| 12 marca(dts) br–13 marca(dts) br | Grecja     | South Aegean Tour                           | 2.2       | Matteo Dal-Cin      | Luca Dreßler          | Alexis Guerin         |
| 13 marca(dts) br                  | Holandia   | Ronde van Drenthe                           | 1.1       | Dries Van Gestel    | Barnabás Peák         | Hugo Hofstetter       |
| 13 marca(dts) br                  | Portugalia | Classica da Arrabida                        | 1.2       | Orluis Aular        | Luis Gomes            | Luís Mendonça         |
| 13 marca(dts) br                  | Holandia   | Dorpenomloop Rucphen                        | 1.2       | Maikel Zijlaard     | Sasha Weemaes         | Timothy Dupont        |
| 16 marca(dts) br–20 marca(dts) br | Portugalia | Volta ao Alentejo                           | 2.2       | Orluis Aular        | Xabier Azparren       | José Fernandes        |
| 17 marca(dts) br–20 marca(dts) br | Holandia   | Olympia’s Tour                              | 2.2       | Maikel Zijlaard     | Bert-Jan Lindeman     | Joren Bloem           |
| 19 marca(dts) br                  | Francja    | Classic Loire Atlantique                    | 1.1       | Anthony Perez       | Lewis Askey           | Matis Louvel          |
| 19 marca(dts) br                  | Turcja     | Grand Prix Manavgat Side                    | 1.2       | Mamyr Stasz         | Mychajło Kononenko    | Johan Sztein          |
| 20 marca(dts) br                  | Francja    | Cholet-Pays de la Loire                     | 1.1       | Marc Sarreau        | Emmanuel Morin        | Piet Allegaert        |
| 20 marca(dts) br                  | Włochy     | Per sempre Alfredo                          | 1.1       | Marc Hirschi        | Dion Smith            | Rémy Mertz            |
| 20 marca(dts) br                  | Słowenia   | GP Slovenian Istria                         | 1.2       | Daniel Auer         | Oliver Stockwell      | Nicolo Buratti        |
| 20 marca(dts) br                  | Belgia     | Grand Prix Criquielion                      | 1.2       | Pier-André Côté     | Gil Gelders           | Thimo Willems         |
| 20 marca(dts) br                  | Turcja     | Grand Prix Gündoğmuş                        | 1.2       | Anatolij Budiak     | Metkel Eyob           | Jambaljamts Sainbayar |
| 20 marca(dts) br                  | Grecja     | International Rhodes Grand Prix             | 1.2       | André Drege         | Andreas Stokbro       | Christian Koch        |
| 20 marca(dts) br                  | Włochy     | La Popolarissima                            | 1.2       | Nicolas David Gomez | Francesco Della Lunga | Matteo Baseggio       |
| 21 marca(dts) br–27 marca(dts) br | Francja    | Tour de Normandie                           | 2.2       | Mathis Le Berre     | Thomas Bonnet         | Paul Penhoët          |
| 22 marca(dts) br–26 marca(dts) br | Włochy     | Settimana Internazionale di Coppi e Bartali | 2.1       | Edward Dunbar       | Ben Tulett            | Marc Hirschi          |
| 24 marca(dts) br                  | Słowenia   | GP Vipava Valley & Crossborder Goriška      | 1.2       | Fran Miholjević     | Felix Engelhardt      | Jonas Rapp            |
| 24 marca(dts) br–27 marca(dts) br | Grecja     | International Tour of Rhodes                | 2.2       | Louis Bendixen      | Lukas Meiler          | Alexis Guerin         |
| 27 marca(dts) br                  | Francja    | La Roue Tourangelle                         | 1.1       | Nacer Bouhanni      | Bryan Coquard         | Sandy Dujardin        |
| 27 marca(dts) br                  | Słowenia   | GP Adria Mobil                              | 1.2       | Maciej Paterski     | Andrea Debiasi        | Nicola Venchiarutti   |

### Kwiecień
Opracowano na podstawie:
| Daty                                    | Państwo              | Wyścig                                     | Kategoria | Zwycięzca           | Drugie miejsce             | Trzecie miejsce      |
| --------------------------------------- | -------------------- | ------------------------------------------ | --------- | ------------------- | -------------------------- | -------------------- |
| 1 kwietnia(dts) br                      | Francja              | Route Adélie de Vitré                      | 1.1       | Axel Zingle         | Dorian Godon               | Valentin Ferron      |
| 2 kwietnia(dts) br                      | Holandia             | Volta Limburg Classic                      | 1.1       | Arnaud De Lie       | Stefano Oldani             | Loïc Vliegen         |
| 5 kwietnia(dts) br–8 kwietnia(dts) br   | Francja              | Circuit de la Sarthe                       | 2.1       | Olav Kooij          | Benoît Cosnefroy           | Xandro Meurisse      |
| 6 kwietnia(dts) br–9 kwietnia(dts) br   | Francja              | Circuit des Ardennes                       | 2.2       | Lucas Eriksson      | Reuben Thompson            | Dominik Neuman       |
| 12 kwietnia(dts) br–15 kwietnia(dts) br | Włochy               | Giro di Sicilia                            | 2.1       | Damiano Caruso      | Jefferson Alexander Cepeda | Louis Meintjes       |
| 12 kwietnia(dts) br                     | Francja              | Paryż-Camembert                            | 1.1       | Anthony Delaplace   | Valentin Ferron            | Thibault Ferasse     |
| 13 kwietnia(dts) br–17 kwietnia(dts) br | Bośnia i Hercegowina | Belgrad–Banja Luka                         | 2.1       | Jakub Kaczmarek     | Gianni Marchand            | Lennert Teugels      |
| 13 kwietnia(dts) br–17 kwietnia(dts) br | Francja              | Tour du Loir-et-Cher                       | 2.2       | Michael Kukrle      | Jeppe Aaskov Pallesen      | Valentin Retailleau  |
| 15 kwietnia(dts) br                     | Francja              | Classic Grand Besançon Doubs               | 1.1       | Jesús Herrada       | Victor Lafay               | Alexis Vuillermoz    |
| 16 kwietnia(dts) br                     | Francja              | Tour du Jura                               | 1.1       | Ben O’Connor        | Jesús Herrada              | Axel Zingle          |
| 16 kwietnia(dts) br                     | Holandia             | Arno Wallaard Memorial                     | 1.2       | Elmar Reinders      | Maikel Zijlaard            | Tobias Kongstad      |
| 24 kwietnia(dts) br                     | Wielka Brytania      | Rutland-Melton International CiCLE Classic | 1.2       | Finn Crockett       | Tomáš Kopecký              | Jacob Scott          |
| 25 kwietnia(dts) br–1 maja(dts) br      | Francja              | Tour de Bretagne                           | 2.2       | Johan Le Bon        | Alex Baudin                | Mathis Le Berre      |
| 27 kwietnia(dts) br–1 maja(dts) br      | Grecja               | Tour of Hellas                             | 2.1       | Aaron Gate          | Lennert Teugels            | Mark Stewart         |
| 29 kwietnia(dts) br–1 maja(dts) br      | Hiszpania            | Vuelta a Asturias                          | 2.1       | Iván Sosa           | Lorenzo Fortunato          | Nicolas Edet         |
| 29 kwietnia(dts) br                     | Polska               | Grand Prix Nasielsk-Serock                 | 1.2       | Marceli Bogusławski | Patryk Stosz               | Tobias Nolde         |
| 30 kwietnia(dts) br                     | Polska               | Grand Prix Wyszków                         | 1.2       | Itamar Einhorn      | Marceli Bogusławski        | Daniel Babor         |
| 30 kwietnia(dts) br                     | Holandia             | PWZ Zuidenveld Tour                        | 1.2       | Coen Vermeltfoort   | Tomáš Kopecký              | Marcus Sander Hansen |

### Maj
Opracowano na podstawie:
| Daty                              | Państwo    | Wyścig                              | Kategoria | Zwycięzca              | Drugie miejsce          | Trzecie miejsce          |
| --------------------------------- | ---------- | ----------------------------------- | --------- | ---------------------- | ----------------------- | ------------------------ |
| 1 maja(dts) br                    | Włochy     | Circuito del Porto                  | 1.2       | Davide Persico         | Mattia Pinazzi          | Matteo Fiaschi           |
| 7 maja(dts) br                    | Holandia   | Ronde van Overijssel                | 1.2       | Coen Vermeltfoort      | Cameron Scott           | Joren Bloem              |
| 7 maja(dts) br                    | Norwegia   | Sundvolden GP                       | 1.2       | Martin Tjøtta          | Embret Svestad-Bårdseng | Mathias Bregnhøj         |
| 8 maja(dts) br                    | Belgia     | Flèche Ardennaise                   | 1.2       | Romain Grégoire        | Lennert Van Eetvelt     | Thomas Gloag             |
| 8 maja(dts) br                    | Norwegia   | Ringerike GP                        | 1.2       | Sakarias Koller Løland | Andreas Stokbro         | Ludvik Holstad           |
| 11 maja(dts) br–15 maja(dts) br   | Węgry      | Tour de Hongrie                     | 2.1       | Edward Dunbar          | Óscar Rodríguez         | Samuele Battistella      |
| 21 maja(dts) br                   | Francja    | Tour du Finistère                   | 1.1       | Julien Simon           | Clément Venturini       | Sandy Dujardin           |
| 21 maja(dts) br                   | Holandia   | Veenendaal-Veenendaal Classic       | 1.1       | Dylan Groenewegen      | Gerben Thijssen         | Arnaud De Lie            |
| 21 maja(dts) br                   | Dania      | Grand Prix Herning                  | 1.2       | Andreas Stokbro        | Mads Rahbek             | Mads Pedersen            |
| 22 maja(dts) br                   | Belgia     | Antwerp Port Epic                   | 1.1       | Florian Vermeersch     | Gianni Vermeersch       | Thibau Nys               |
| 22 maja(dts) br                   | Francja    | Boucles de l’Aulne                  | 1.1       | Idar Andersen          | Jesús Herrada           | Stan Dewulf              |
| 22 maja(dts) br                   | Niemcy     | Rund um Köln                        | 1.1       | Nils Politt            | Danny van Poppel        | Nikias Arndt             |
| 22 maja(dts) br                   | Dania      | Fyen Rundt                          | 1.2       | Mads Pedersen          | Elmar Reinders          | Sebastian Kolze Changizi |
| 22 maja(dts) br                   | Słowenia   | GP Gorenjska                        | 1.2       | Patryk Stosz           | Tilen Finkšt            | Daniel Babor             |
| 25 maja(dts) br–29 maja(dts) br   | Francja    | Alpes Isère Tour                    | 2.2       | Yannis Voisard         | Romain Grégoire         | Sebastian Berwick        |
| 25 maja(dts) br–29 maja(dts) br   | Luksemburg | Flèche du Sud                       | 2.2       | Thibau Nys             | Thomas Bonnet           | Mika Heming              |
| 26 maja(dts) br                   | Belgia     | Circuit de Wallonie                 | 1.1       | Andrea Pasqualon       | Axel Zingle             | Philippe Gilbert         |
| 26 maja(dts) br–28 maja(dts) br   | Estonia    | Tour of Estonia                     | 2.1       | Evaldas Šiškevicius    | Norman Vahtra           | Kaden Groves             |
| 26 maja(dts) br–29 maja(dts) br   | Francja    | Tour de la Mirabelle                | 2.1       | Robert Scott           | Matthew Bostock         | Simon Vitzthum           |
| 28 maja(dts) br                   | Włochy     | Strade Bianche di Romagna           | 1.2       | Darren Rafferty        | Petr Kelemen            | Simone Raccani           |
| 29 maja(dts) br                   | Belgia     | Grote Prijs Marcel Kint             | 1.1       | Arnaud De Lie          | Luca Mozzato            | Gerben Thijssen          |
| 31 maja(dts) br                   | Francja    | Mercan’Tour Classic Alpes-Maritimes | 1.1       | Jakob Fuglsang         | Michael Woods           | David Gaudu              |
| 31 maja(dts) br–4 czerwca(dts) br | Albania    | Tour of Albania                     | 2.2       | Ylber Sefa             | Cristian Raileanu       | Mikel Demiri             |

### Czerwiec
Opracowano na podstawie:
| Daty                                  | Państwo    | Wyścig                              | Kategoria | Zwycięzca            | Drugie miejsce        | Trzecie miejsce        |
| ------------------------------------- | ---------- | ----------------------------------- | --------- | -------------------- | --------------------- | ---------------------- |
| 2 czerwca(dts) br                     | Włochy     | Giro dell’Appennino                 | 1.1       | Louis Meintjes       | Natnael Tesfatsion    | Georg Zimmermann       |
| 2 czerwca(dts) br                     | Włochy     | Trofeo Alcide Degasperi             | 1.2       | Pierre-Pascal Keup   | Luca Van Boven        | Anders Foldager        |
| 2 czerwca(dts) br–5 czerwca(dts) br   | Francja    | Ronde de l’Oise                     | 2.2       | James Fouché         | Aritz Bagües          | Jason Tesson           |
| 3 czerwca(dts) br–5 czerwca(dts) br   | Polska     | Małopolski Wyścig Górski            | 2.2       | Jonas Rapp           | Rainer Kepplinger     | Jakub Otruba           |
| 4 czerwca(dts) br                     | Belgia     | Heistse Pijl                        | 1.1       | Arnaud De Lie        | Giacomo Nizzolo       | Mark Cavendish         |
| 4 czerwca(dts) br–8 czerwca(dts) br   | Włochy     | Adriatica Ionica Race               | 2.1       | Filippo Zana         | Natnael Tesfatsion    | Wadim Pronski          |
| 5 czerwca(dts) br                     | Belgia     | Memorial Philippe Van Coningsloo    | 1.2       | Cameron Scott        | Jelle Vermoote        | Matúš Štoček           |
| 6 czerwca(dts) br                     | Belgia     | Ronde van Limburg                   | 1.1       | Arnaud De Lie        | Simone Consonni       | Danny van Poppel       |
| 6 czerwca(dts) br                     | Francja    | Paryż-Troyes                        | 1.2       | Robert Scott         | Xavier Cañellas       | Kévin Avoine           |
| 9 czerwca(dts) br–12 czerwca(dts) br  | Austria    | Oberösterreichrundfahrt             | 2.2       | Rainer Kepplinger    | Alexis Guerin         | Johannes Staune-Mittet |
| 10 czerwca(dts) br                    | Szwajcaria | Grosser Preis des Kantons Aargau    | 1.1       | Marc Hirschi         | Maximilian Schachmann | Andreas Kron           |
| 10 czerwca(dts) br–12 czerwca(dts) br | Francja    | Tour d’Eure-et-Loir                 | 2.2       | Samuel Leroux        | Valentin Tabellion    | Emilien Jeannière      |
| 12 czerwca(dts) br                    | Belgia     | Elfstedenronde                      | 1.1       | Fabio Jakobsen       | Caleb Ewan            | Tim Merlier            |
| 14 czerwca(dts) br                    | Francja    | Mont Ventoux Dénivelé Challenge     | 1.1       | Ruben Guerreiro      | Esteban Chaves        | Michael Storer         |
| 16 czerwca(dts) br–19 czerwca(dts) br | Francja    | Route d’Occitanie                   | 2.1       | Michael Woods        | Carlos Rodríguez      | Jesús Herrada          |
| 17 czerwca(dts) br–19 czerwca(dts) br | Francja    | Tour du Pays de Montbéliard         | 2.2       | Michael Kukrle       | Ewen Costiou          | Dylan George           |
| 19 czerwca(dts) br                    | Holandia   | Midden-Brabant Poort Omloop         | 1.2       | Mārtiņš Pluto        | Hartthijs de Vries    | Reece Wood             |
| 29 czerwca(dts) br–2 lipca(dts) br    | Polska     | Wyścig Solidarności i Olimpijczyków | 2.2       | Timo Kielich         | Tomasz Budziński      | Matúš Štoček           |
| 30 czerwca(dts) br–3 lipca(dts) br    | Portugalia | Troféu Joaquim Agostinho            | 2.2       | Frederico Figueiredo | Joan Bou              | Tiago Antunes          |

### Lipiec
Opracowano na podstawie:
| Daty                                | Państwo   | Wyścig                                                  | Kategoria | Zwycięzca            | Drugie miejsce        | Trzecie miejsce      |
| ----------------------------------- | --------- | ------------------------------------------------------- | --------- | -------------------- | --------------------- | -------------------- |
| 2 lipca(dts) br–5 lipca(dts) br     | Rumunia   | Sibiu Cycling Tour                                      | 2.2       | Giovanni Aleotti     | Harm Vanhoucke        | Cian Uijtdebroeks    |
| 3 lipca(dts) br                     | Włochy    | Giro del Medio Brenta                                   | 1.2       | Thomas Pesenti       | Davide De Pretto      | Andrea Garosio       |
| 5 lipca(dts) br                     | Włochy    | Trofeo Città di Brescia                                 | 1.2       | Riccardo Verza       | Lorenzo Quartucci     | Francesco Di Felice  |
| 9 lipca(dts) br                     | Czechy    | Visegrad 4 Bicycle Race Grand Prix Czech Republic       | 1.2       | Adam Ťoupalík        | Jakub Kaczmarek       | Jan Kašpar           |
| 10 lipca(dts) br                    | Belgia    | Districtenpijl                                          | 1.2       | Coen Vermeltfoort    | Matthew Bostock       | Luke Mudgway         |
| 10 lipca(dts) br                    | Francja   | Grand Prix International de la ville de Nogent-sur-Oise | 1.2       | Alexandar Richardson | Baptiste Veistroffer  | Maxime Dransart      |
| 10 lipca(dts) br                    | Polska    | Visegrad 4 Bicycle Race Grand Prix Poland               | 1.2       | Marceli Bogusławski  | Tomáš Bárta           | Itamar Einhorn       |
| 13 lipca(dts) br–17 lipca(dts) br   | Włochy    | Giro della Valle d’Aosta                                | 2.2U      | Lenny Martinez       | Reuben Thompson       | Simone Raccani       |
| 16 lipca(dts) br–17 lipca(dts) br   | Węgry     | Gemenc Grand Prix                                       | 2.2       | Luke Mudgway         | Tomáš Bárta           | Damian Papierski     |
| 23 lipca(dts) br                    | Turcja    | Grand Prix Erciyes                                      | 1.2       | Jeroen Meijers       | Mychajło Kononenko    | Ołeksandr Prewar     |
| 23 lipca(dts) br                    | Węgry     | Visegrad 4 Bicycle Race Grand Prix Hungary              | 1.2       | Adam Ťoupalík        | Thomas Pesenti        | Barnabás Peák        |
| 24 lipca(dts) br                    | Słowenia  | GP Kranj                                                | 1.2       | Andrea Peron         | Tomáš Bárta           | Tilen Finkšt         |
| 24 lipca(dts) br                    | Francja   | Grand Prix de la ville de Pérenchies                    | 1.2       | Laurence Pithie      | Rait Ärm              | Morné Van Niekerk    |
| 24 lipca(dts) br                    | Turcja    | Grand Prix Kayseri                                      | 1.2       | Anatolij Budiak      | Metkel Eyob           | Akramdżon Sunnatow   |
| 24 lipca(dts) br                    | Słowacja  | Visegrad 4 Bicycle Race Grand Prix Slovakia             | 1.2       | Thomas Pesenti       | Adam Ťoupalík         | Jakub Ťoupalík       |
| 25 lipca(dts) br                    | Hiszpania | Prueba Villafranca-Ordiziako Klasika                    | 1.1       | Simon Yates          | Dion Smith            | Xavier Cañellas      |
| 26 lipca(dts) br                    | Polska    | Memoriał Andrzeja Trochanowskiego                       | 1.2       | Tobias Nolde         | Tim Bierkens          | Mārtiņš Pluto        |
| 27 lipca(dts) br–28 lipca(dts) br   | Hiszpania | Vuelta a Castilla y León                                | 2.1       | Simon Yates          | George Bennett        | Jonathan Lastra      |
| 27 lipca(dts) br–30 lipca(dts) br   | Polska    | Dookoła Mazowsza                                        | 2.2       | Marceli Bogusławski  | Jesper Rasch          | Alan Banaszek        |
| 27 lipca(dts) br–31 lipca(dts) br   | Francja   | Tour Alsace                                             | 2.2       | Finlay Pickering     | Lennert Van Eetvelt   | Roland Thalmann      |
| 29 lipca(dts) br–1 sierpnia(dts) br | Francja   | Kreiz Breizh Elites                                     | 2.2       | Lucas Eriksson       | Jeppe Aaskov Pallesen | Jean-Louis Le Ny     |
| 31 lipca(dts) br                    | Hiszpania | Circuito de Getxo                                       | 1.1       | Juan Ayuso           | Andrea Piccolo        | Wilco Kelderman      |
| 31 lipca(dts) br                    | Turcja    | Grand Prix Yahyalı                                      | 1.2       | Ołeksandr Prewar     | Mychajło Kononenko    | Jeroen Meijers       |
| 31 lipca(dts) br                    | Polska    | Puchar Ministra Obrony Narodowej                        | 1.2       | Jesper Rasch         | Bartłomiej Proć       | Dennis van der Horst |

### Sierpień
Opracowano na podstawie:
| Daty                                    | Państwo    | Wyścig                                      | Kategoria | Zwycięzca             | Drugie miejsce           | Trzecie miejsce     |
| --------------------------------------- | ---------- | ------------------------------------------- | --------- | --------------------- | ------------------------ | ------------------- |
| 4 sierpnia(dts) br–7 sierpnia(dts) br   | Czechy     | Sazka Tour                                  | 2.1       | Lorenzo Rota          | Anthon Charmig           | Kevin Colleoni      |
| 4 sierpnia(dts) br–15 sierpnia(dts) br  | Portugalia | Volta a Portugal                            | 2.1       | Mauricio Moreira      | Frederico Figueiredo     | António Carvalho    |
| 5 sierpnia(dts) br–14 sierpnia(dts) br  | Francja    | Tour de Guadeloupe                          | 2.2       | Stéfan Bennett        | Tom Donnenwirth          | Célestin Guillon    |
| 6 sierpnia(dts) br                      | Francja    | La Maurienne                                | 1.2       | Matthew Dinham        | Davide Piganzoli         | Samuel Jenner       |
| 6 sierpnia(dts) br                      | Szwecja    | Scandinavian Race Uppsala                   | 1.2       | Rasmus Bøgh Wallin    | Nils Lau Nyborg Broge    | Mathias Larsen      |
| 7 sierpnia(dts) br                      | Belgia     | Grote Prijs Jef Scherens                    | 1.1       | Victor Campenaerts    | Zdeněk Štybar            | Alexander Kristoff  |
| 9 sierpnia(dts) br–11 sierpnia(dts) br  | Francja    | Tour de l’Ain                               | 2.1       | Guillaume Martin      | Mattias Skjelmose Jensen | Rudy Molard         |
| 9 sierpnia(dts) br–13 sierpnia(dts) br  | Rumunia    | Tour of Szeklerland                         | 2.2       | Szymon Rekita         | Emil Dima                | Maciej Paterski     |
| 13 sierpnia(dts) br                     | Polska     | Memoriał Henryka Łasaka                     | 1.2       | Tomasz Budziński      | Michael Boroš            | Matěj Zahálka       |
| 14 sierpnia(dts) br                     | Francja    | La Polynormande                             | 1.1       | Franck Bonnamour      | Lorenzo Rota             | Anthony Turgis      |
| 14 sierpnia(dts) br                     | Włochy     | Gran Premio Sportivi di Poggiana            | 1.2U      | Nicolò Buratti        | Federico Guzzo           | Laurence Pithie     |
| 14 sierpnia(dts) br                     | Polska     | Memoriał Jana Magiery                       | 1.2       | Michael Boroš         | Paweł Cieślik            | Michael Kukrle      |
| 16 sierpnia(dts) br–19 sierpnia(dts) br | Francja    | Tour du Limousin                            | 2.1       | Alex Aranburu         | Diego Ulissi             | Greg Van Avermaet   |
| 16 sierpnia(dts) br                     | Włochy     | GP Capodarco                                | 1.2U      | Nicolò Buratti        | Davide De Pretto         | Martin Marcellusi   |
| 18 sierpnia(dts) br–21 sierpnia(dts) br | Estonia    | Baltic Chain Tour                           | 2.2       | Rait Ärm              | Martin Laas              | Mika Heming         |
| 18 sierpnia(dts) br                     | Turcja     | Grand Prix Tomarza                          | 1.2       | Yacine Hamza          | Mychajło Kononenko       | Nassim Saidi        |
| 19 sierpnia(dts) br                     | Turcja     | Grand Prix Kapuzbaşı                        | 1.2       | Mychajło Kononenko    | Daniił Maruchin          | Anatolij Budiak     |
| 20 sierpnia(dts) br                     | Turcja     | Grand Prix Develi                           | 1.2       | Jambaljamts Sainbayar | Witalij Buc              | Yacine Hamza        |
| 21 sierpnia(dts) br                     | Belgia     | Schaal Sels                                 | 1.1       | Arnaud De Lie         | Christopher Lawless      | Kenneth Van Rooy    |
| 21 sierpnia(dts) br                     | Turcja     | Grand Prix Cappadocia                       | 1.2       | Anton Kuzmin          | Kent Main                | Anatolij Budiak     |
| 23 sierpnia(dts) br                     | Belgia     | Egmont Cycling Race                         | 1.1       | Arnaud De Lie         | Arnaud Démare            | Jasper De Buyst     |
| 23 sierpnia(dts) br–26 sierpnia(dts) br | Francja    | Tour Poitou-Charentes en Nouvelle-Aquitaine | 2.1       | Stefan Küng           | Kévin Vauquelin          | Pierre Latour       |
| 24 sierpnia(dts) br                     | Belgia     | Druivenkoers Overijse                       | 1.1       | Matis Louvel          | Arnaud Démare            | Dries Van Gestel    |
| 25 sierpnia(dts) br–28 sierpnia(dts) br | Turcja     | Tour of Sakarya                             | 2.2       | Mychajło Kononenko    | Jambaljamts Sainbayar    | Igor Czżan          |
| 27 sierpnia(dts) br–1 września(dts) br  | Bułgaria   | Dookoła Bułgarii                            | 2.2       | Kyryło Carenko        | Alexis Guérin            | Francesco Di Felice |
| 28 sierpnia(dts) br                     | Holandia   | Ronde van de Achterhoek                     | 1.2       | Coen Vermeltfoort     | Martijn Budding          | Jim Brown           |

### Wrzesień
Opracowano na podstawie:
| Daty | Państwo | Wyścig | Kategoria | Zwycięzca | Drugie miejsce | Trzecie miejsce |
| ---- | ------- | ------ | --------- | --------- | -------------- | --------------- |
| ...  |         |        |           |           |                |                 |

### Październik
Opracowano na podstawie:
| Daty                    | Państwo | Wyścig                       | Kategoria | Zwycięzca          | Drugie miejsce     | Trzecie miejsce   |
| ----------------------- | ------- | ---------------------------- | --------- | ------------------ | ------------------ | ----------------- |
| 2 października(dts) br  | Belgia  | Famenne Ardenne Classic      | 1.1       | Axel Zingle        | Amaury Capiot      | Oliver Naesen]    |
| 2 października(dts) br  | Francja | Tour de Vendée               | 1.1       | Bryan Coquard      | Arnaud Démare      | Luca Mozzato      |
| 2 października(dts) br  | Włochy  | Piccolo Giro di Lombardia    | 1.2U      | Alec Segaert       | Jewgienij Fiodorow | Jordan Labrosse   |
| 4 października(dts) br  | Belgia  | Binche-Chimay-Binche         | 1.1       | Christophe Laporte | Rasmus Tiller      | Hugo Page         |
| 6 października(dts) br  | Francja | Paryż-Bourges                | 1.1       | Jasper Philipsen   | Arnaud Démare      | Bryan Coquard     |
| 9 października(dts) br  | Belgia  | Memorial Rik Van Steenbergen | 1.1       | Tim Merlier        | Mark Cavendish     | Dylan Groenewegen |
| 9 października(dts) br  | Francja | Paryż-Tours U23              | 1.2U      | Per Strand Hagenes | Mathis Le Berre    | Tomáš Kopecký     |
| 12 października(dts) br | Włochy  | Giro del Veneto              | 1.1       | Matteo Trentin     | Rémy Rochas        | Mattéo Vercher    |
| 16 października(dts) br | Francja | Chrono des Nations           | 1.1       | Stefan Küng        | Tobias Foss        | Matteo Sobrero    |
| 16 października(dts) br | Włochy  | Veneto Classic               | 1.1       | Marc Hirschi       | Davide Formolo     | Nicola Conci      |
| 16 października(dts) br | Francja | Chrono des Nations U23       | 1.2U      | Alec Segaert       | Søren Wærenskjold  | Pierre Thierry    |